# Hôtel balnéaire de Ruissalo
L'hôtel balnéaire de Ruissalo (finnois : Ruissalon kylpylä) est un hôtel balnéaire construit sur l'île de Ruissalo à Turku en Finlande,.

## Présentation
L'établissement balnéaire compte 171 chambres. La plupart des chambres ont vue sur la mer.
L'hôtel compte deux restaurants, un café et un bar. L'établissement dispose de trois piscines et d'un accès à la mer toute l'année. En face de l'hôtel, il y a un port de plaisance appelé Ruissalo Marina avec 100 places.
Le centre de balnéothérapie appartient au groupe finlandais Sunborn qui possède aussi l'Hôtel d'hydrothérapie de Naantali.

## Histoire
Le bâtiment hôtelier conçu par Arkitehtoimisto Lukander & Vahtera et construit par Matkaravinto Oy est achevé en 1971. À cette époque, l'édifice compte 80 chambres. Le bâtiment de l'hôtel a été agrandi de 50 chambres en 1975 et le spa a ouvert en 1977. L'hôtel balnéaire a été rénové et agrandi en 1995 et 1996, et en 2003 un bâtiment contenant des suites, des salles de réunion et de groupe a été finalisé pour le spa.